# 尼子氏久
尼子 氏久（あまご うじひさ）は、戦国時代から安土桃山時代にかけての武将。尼子氏、織田氏の家臣。

## 軍記による氏久
『陰徳太平記』によれば、尼子誠久の嫡男で、通称は助四郎。『出雲私史』では尼子晴久の末子とされる。
氏久は、尼子氏の庶流で家中随一の武力を誇った新宮党の後継者という立場にあったものの、祖父・尼子国久が次第に氏久の叔父・敬久を偏愛し、これに家督を譲ろうとしたため、晴久にその不当を訴えた。かねてより新宮党を危険視していた晴久は、これを契機に、天文23年（1554年）に新宮党を滅ぼしたが、氏久は死を免れた。『熊野山物語』では、新宮党の滅亡の際、尼子家臣・田中三郎左衛門が、尼子氏の将来を憂えて幼少の氏久を奪い、蜂須賀正勝を頼って養育したとしている。
永禄9年（1566年）、毛利元就の侵攻を受けて尼子氏は滅亡し、永禄12年（1569年）、山中幸盛・立原久綱らに擁立された誠久の五男・尼子勝久が尼子再興の軍を興して出雲国に入ると、これに呼応した。しかし、元亀2年（1571年）8月には拠点であった真山城を毛利氏に奪われたため、出雲を退去した。その後、再興軍は因幡国の山名豊国の支援を得て因幡からの出雲侵攻を計画した。なお『太閤記』によれば、この因幡での戦いにおいて「尼子助四郎」という人物が山中幸盛に率いられて武田高信との合戦で活躍したとある。しかし、天正4年（1576年）には拠点であった若桜鬼ヶ城を毛利氏によって攻略され、撤退を余儀なくされた。
天正5年（1577年）、織田信長の命により羽柴秀吉の中国攻めがはじまると、尼子軍はこの先鋒として播磨国の上月城に入城した。しかし翌天正6年（1578年）には戦況の悪化から羽柴軍が撤退したために孤立し、上月城は開城、氏久は勝久と共に切腹した（上月城の戦い）。

## 実像
佐々木系図（「佐々木文書」）によれば、軍記と同じく誠久の嫡男としているが、通称は軍記と異なり孫四郎、刑部少輔の官途を名乗ったとしている。
しかし、一次史料には氏久という諱は見ることが出来ない。
かわりに「証如上人日記」天文二十年十月十五日条に尼子誠久に続いて「同孫四郎」の名が記されており、佐々木系図が正しいとすれば、ここに登場する孫四郎が氏久のことであろうと推測できる。
天文20年（1551年）前後、尼子晴久は芸備方面への出兵の協力要請や家臣の任官のために本願寺と連絡をとっており、この「証如上人日記」の記述はこれに関連する尼子氏とのやりとりを記したものだが、ここに孫四郎が登場することから、その名は中央にまで知られていたことが分かる。佐々木系図の刑部少輔の官途が正しいとすれば、任官を受けたのはこの後であろう。
しかし、氏久と推測される人物は、以後の文書には登場しない。このため、軍記のとおり新宮党の粛清のときに死をまぬがれたかどうかは不明で、勝久の尼子再興戦に参加したのかどうかも分からない。
軍記では一様に氏久は上月城の戦いにおいて切腹したとしているが、天正六年七月十二日「吉川元春自筆書状」によれば「尼子勝久・同助四郎方ニ腹ヲ切せ申候」と記されており、これは前述「証如上人日記」の尼子孫四郎とは別人と思われるため、氏久がこのとき切腹したかどうかも定かではない。
ちなみに竹元春一『上月城史』では、このとき勝久と共に切腹した人物は尼子氏久ではなく尼子通久であるとしている。